# 상례
상례(喪禮)는 장례식의 유교적 절차를 말한다.

## 절차
절차는 다음과 같다.
1. 초종(初終) ――  운명(殞命)하여 습(襲)하기까지의 절차로서 정침(正寢)으로 옮긴 병자가 남자인 경우 여자의 손에, 여자인 경우 남자의 손에 숨을 거두지 않도록 한다. 운명하면 상가에서는 속광 ― 복(複) ― 천시(遷尸) ― 입상주(立喪主) ― 호상(護喪)― 역복(易服)전(奠) ― 고묘(告廟) ― 부고(訃告) ― 설촉(設燭) 등 필요한 여러 절차를 준비하고 마친다.
2. 염습(殮襲) ――  죽은 자에게 일체의 의복을 다시 입히는 과정으로 보통 이틀 후에 행한다. 그 과정은 목욕(沐浴) ― 진습의(陳襲衣) ― 염습 ― 반함(飯含) 등이다.
3. 소렴(小斂) ――  습이 끝나면서 곧 시신(屍身)을 의금(衣衾)으로 수렴(收斂)하는 절차이며 뼈가 흩어지지 않도록 하기 위함이다. 괄발(括髮)·환질 ― 전(奠) ― 설영좌(設靈座) ― 입명정(立銘旌) 등이다.
4. 대렴(大斂) ――  소렴 다음 날에 행하며 입관도 동시에 행한다. 전(奠) ― 작의려(作倚廬) ― 조석곡(朝夕哭) 등의 절차를 행한다.
5. 성복(成服) ――  대렴 다음날에 상가 사람들이 각각 상복을 입는 것으로 대소간 친지들의 구분에 따라 다르다. 성복 이후에 설영침(設靈寢) ― 조석전(朝夕奠) ― 조석상식(朝夕上食) ― 곡무시(哭無時) ― 조문(弔問)의 행례가 있다.
6. 치장(治葬)  ――  옛날 사대부는 3개월이었으나 보통 5∼7일 만에 거행한다. 득지택일(得地擇日) ― 결리(結裏) ― 고계기(告啓期) ― 개영역(開瑩域)·축문식 ― 천광(穿壙) ― 각지석(刻誌石) ― 조주(造主) 등의 절차가 있다.
7. 천구(遷柩) ――  발인(發靷) 전날 죽은 자가 가묘에 하직하는 절차이다. 청조조(請朝祖) ― 대곡(代哭) ― 조전(祖奠) ― 유전(遺奠) 등을 행한다.
8. 발인(發靷) ――  죽은 자가 묘지로 향하는 절차이다. 급묘(及墓) ― 폄(貶) ― 증현훈 ― 가회격개(加灰隔蓋) ― 사토지신(祀土地神) ― 하지석 (下誌石) ― 제주 (題主) ― 성분(成墳) 등을 행한다.
9. 반곡(反哭)  ――  본가로 반혼(反魂)하는 절차이다.
10. 우제(虞祭)  ――  사자의 혼백을 위로하는 절차이다. 초우(初虞) ― 재우(再虞) ― 삼우(三虞)가 있다.
11. 졸곡(卒哭) ――  1개월∼3개월이 지난 뒤에 무시곡(無時哭)을 마친다는 절차이다.
12. 부 ――  사자의 위패를 입묘(入廟)할 때의 절차이다.
13. 소상(小祥)  ―― 초상으로부터 13개월 만이니 연제(練祭)라 칭한다.
14. 대상(大祥) ――  초상으로부터 25개월 만에 거행한다. 윤월은 계산하지 않는다.
15. 담제 ――  초상으로부터 27개월 만에 행하는 제복제(除服祭)이다.
16. 길제(吉祭)  ――  담제를 행한 다음달에 지내는 제사이다. 담복을 벗고 길복으로 갈아입는다.

## 같이 보기
- 장례